# Louisa Hall
Louisa Warren Hall (* 24. Juni 1982 in Philadelphia, Pennsylvania) ist eine ehemalige US-amerikanische Squashspielerin, die mittlerweile als Autorin tätig ist.

## Karriere

### Squash
Louisa Hall spielte von 2003 bis 2007 auf der WSA World Tour. Ihre beste Platzierung in der Weltrangliste erreichte sie mit Rang 60 im März 2005. Mit der US-amerikanischen Nationalmannschaft nahm sie 1998, 2000, 2004 und 2006 an der Weltmeisterschaft teil. Zudem vertrat sie die Vereinigten Staaten bei den Panamerikaspielen 2003, bei denen sie sich mit der Mannschaft die Goldmedaille sicherte. Im Einzel verlor sie ihre Auftaktpartie. Zweimal, 2004 und 2006, gehörte sie zum US-amerikanischen Kader bei den Weltmeisterschaften im Doppel und Mixed. 2004 scheiterte sie im Doppel mit Latasha Khan ebenso in der Gruppenphase wie im Mixed mit Preston Quick. Auch die Wettbewerbe 2006 verliefen nicht erfolgreicher: mit Meredeth Quick schied sie in der Vorrunde des Doppels aus und erreichte auch mit Michael Puertas im Mixed nicht die Finalrunde. Bei Panamerikameisterschaften stand sie im Einzel von 2004 bis 2006 dreimal in Folge im Halbfinale.

### Autorentätigkeiten
Hall schloss 2004 ein Studium an der Harvard University ab und erlangte anschließend einen PhD in Literaturwissenschaften an der University of Texas at Austin. Sie veröffentlichte bereits mehrere Gedichte in verschiedenen Magazinen sowie die Novellen The Carriage House (2013), Speak (2015) und Trinity (2018). An der University of Iowa ist sie derzeit (Stand Anfang 2023) als Assistenzprofessorin für kreatives Schreiben tätig.

## Erfolge im Squash
- Panamerikanische Spiele: 1 × Gold (Mannschaft 2003)